# برنارد داونينج
برنارد داونينج (بالإنجليزية: Bernard Downing)‏ هو سياسي أمريكي، ولد في 14 أغسطس 1869، وتوفي في 25 مايو 1931. حزبياً، نشط في الحزب الديمقراطي. وقد انتخب عضو مجلس ولاية نيويورك.